# Unterseeboot UC-39
Pour les autres navires du même nom, voir Unterseeboot 39.
L'Unterseeboot UC-39 est un sous-marin (U-Boot) mouilleur de mines allemand de type UC II utilisé par la Kaiserliche Marine pendant la Première Guerre mondiale. Le U-boot a été commandé le 20 novembre 1915 et lancé le 25 juin 1916. Il a été mis en service dans la marine impériale allemande le 31 octobre 1916 sous le nom de UC-39. Lors d’une patrouille, l'UC-39 a coulé trois navires, soit par ses torpilles, soit par les mines qu’il a posées. L'UC-39 a été forcé de remonter à la surface par une attaque à coups de charges de profondeur, puis coulé par les tirs du destroyer britannique HMS Thrasher au large de Flamborough Head le 8 février 1917. Sept membres d’équipage sont morts tandis que 17 ont survécu.

## Conception
Sous-marin de type UC II, l'UC-39 avait un déplacement de 427 tonnes en surface et de 509 tonnes en plongée. Il avait une longueur hors tout de 50,35 m, un maître-bau de 5,22 m et un tirant d'eau de 3,65 m. Le sous-marin était propulsé par deux moteurs diesel 6 cylindres à quatre temps produisant chacun 300 ch (220 kW), soit un total de 600 ch (440 kW), et par deux moteurs électriques produisant 460 ch (340 kW), actionnant deux arbres d'hélice.
Le sous-marin avait une vitesse maximale de 11,9 nœuds (22,0 km/h) en surface et de 6,6 nœuds (12,2 km/h) en immersion. Son autonomie était de 10180 milles marins (18850 km) à 7 nœuds (13 km/h) en surface, et de 60 milles marins (110 km) à 4 nœuds (7,4 km/h) en immersion. Il lui fallait 48 secondes pour plonger, et il était capable d’opérer à une profondeur maximale de 50 mètres.
L'UC-39 était équipé de trois tubes lance-torpilles de 500 mm, un à l’arrière et deux à l’avant, avec sept torpilles, et d’un canon de pont de 8,8 cm SK L/30. Mais son arme principale était ses six puits de mine de 1000 mm portant dix-huit mines UC 200. Son effectif était de vingt-six membres d’équipage.

## Affectations
- Flottilles des Flandres : du 3 au 8 février 1917

## Commandants
- Kapitänleutnant Otto Heinrich Tornow : du 29 octobre 1916 au 31 janvier 1917
- Oberleutnant zur See Otto Ehrentraut : du 1er au 8 février 1917

## Navires coulés
| Date           | Nom          | Nationalité    | Tonnage | Destin |
| -------------- | ------------ | -------------- | ------- | ------ |
| 7 février 1917 | Hans Kinck   | Norvège        | 2667    | Coulé  |
| 8 février 1917 | Hanna Larsen | United Kingdom | 1311    | Coulé  |
| 8 février 1917 | Ida          | Norvège        | 1172    | Coulé  |